# Andrea Jung
Andrea Jung (kin: 鍾彬嫻; pin: Zhōng Bīnxián, Toronto, 1958.) je kanadsko-američka direktorka, rukovodilac neprofitne organizacije i istaknuti borac za prava žena. U aprilu 2014. godine postala je predsednica i generalna direktorka neprofitne mikrofinansijske organizacije Grameen America, koju je osnovao dobitnik Nobelove nagrade za mir, Muhamed Junus. U periodu od 1999. do 2012. godine bila je prva žena na mestu generalnog direktora i predsednika upravnog odbora kompanije Avon Products, Inc. koja se bavi mrežnim marketingom. Jung je takođe bila prva predsednica asocijacije Cosmetic, Toiletry & Fragrance Association i federacije World Federation of Direct Selling Associations.
Jung je 2010. dobila nagradu Clinton Global Citizen Award za rukovođenje fondacijom Avon Foundation for Women i drugim javno-privatnim partnerstvima za suzbijanje nasilja nad ženama i zaustavljanje epidemije raka dojke. Dok je ona bila rukovodilac, fondacija Avon Foundation for Women prikupila je i dodelila skoro milijardu dolara za podršku i ojačavanje zdravstvenih ciljeva, čime je postala najveća svetska filantropska korporacija usmerena na žene.
Nakon ostavke na mesto generalne direktorke kompanije Avon, Jung je bila predsednica upravnog odbora kompanije do kraja 2012. godine, a zatim viša savetnica do aprila 2014. godine.

## Detinjstvo i mladost
Andrea Jung je rođena u Torontu, u provinciji Ontario, 1958. godine. Odrasla je u gradu Velesli, u saveznoj državi Masačusets. Kao dete je učila da svira klavir i pohađala časove mandarinskog kineskog nedeljom ujutru.
Majka joj je amaterska pijanistkinja rođena u Šangaju. Otac joj je penzionisani arhitekta i bivši partner kompanije TRO Jung Branen. Rođen je u Hong Kongu i predavao je na institutu Massachusetts Institute of Technology. Andrea Jung je bila student generacije i diplomirala je na Prinston Univerzitetu, na Katedri za engleski jezik. Naslov njenog diplomskog rada je ,,Dualnost u fikciji Ketrin Mensfild“. Tečno priča mandarinski. Njen brat, Mark Jung, takođe je diplomirao na Prinston Univerzitetu i kasnije postao suosnivač i generalni direktor kompanije IGN, koju vodi i nakon što ju je kupila kompanija NewsCorp.

## Karijera
Jung je bila zamenica generalnog direktora kompanije Neiman Marcus, odgovorna za žensku garderobu, aksesoare i kozmetiku. Pre toga, bila je viša potpredsednica i generalni menadžer prodaje za kompaniju I. Magnin.
Jung se pridružila kompaniji Avon Products, Inc. 1994. kao predsednica grupe za marketing proizvoda. Postala je predsednica odeljenja za međunarodni marketing 1996, a zatim i izvršna potpredsednica tog odeljenja zadužena i za nova poslovanja 1997. godine. Njena glavna zaduženja u tom periodu uključivala su istraživanje tržišta, zajednička ulaganja i strateško planiranje. Zatim je postala predsednica i operativna direktorka odgovorna za sve poslovne jedinice kompanije Avon širom sveta. Članica je upravnog odbora kompanije od 1998. U novembru 1999. unapređena je u  predsednicu upravnog odbora i generalnu direktorku.
Kompanija Avon je u decembru 2011. objavila da su počeli da traže novog generalnog direktora, u saradnji sa Jungovom koja im pomaže da pronađe sebi zamenu, dok nastavlja da vrši funkciju predsednice upravnog odbora naredne dve godine. Kompanija Avon se susrela sa nekoliko kontroverzi tokom njene ostavke. Vrednost akcija kompanije je pala za 45% 2011 godine. U izveštaju o zaradi u trećem kvartalu navedeno je da ciljevi prodaje neće biti postignuti i da su u toku dve istrage Komisije za hartije od vrednosti. Neto prihod u trećem kvartalu je pao sa 166.7 miliona dolara, koliko je iznosio prethodne godine, na 162.4 miliona dolara, ili 38 centi po akciji (što je manje od 46 centi po akciji koliko su analitičari predviđali). Rezultati su pokazali četvrti put za pet kvartala da je profit bio ispod projekcije analitičara. Postojala je i trogodišnja istraga o navodnom podmićivanju stranih zvaničnika koja je već dovela do otpuštanja četvorice rukovodilaca kompanije .
Jung je 2004. godine proglašena za jednu od 100 najmoćnijih žena prema časopisu Forbes. Ovaj časopis ju je 2009. godine uvrstio na 25. mesto najmoćnijih žena. Magazin Bloomberg Businessweek je stavio na listu 5 najgorih generalnih direktora za 2012. godinu.
Andrea Jung je 2014. godine postala predsednica i generalna direktorka neprofitne organizacije Grameen America. Ova organizacija, koju je osnovao Muhamed Junus, bangladeški ekonomista, pružala je pomoć, najčešće u obliku mikrokredita, ženama koje su želele da započnu mali biznis.

## Odbori
- Jung je članica upravnog odbora kompanije General Electric od 1998.[20]
- Bila je članica odbora poverenika Prinston Univerziteta od jula 1999. do juna 2003.[21]
- Jung je bila članica odbora poverenika bolnice NewYork–Presbyterian Hospital od 2001. do 2014.[22]
- Jung se pridružila upravnom odboru kompanije Apple 7. januara 2008.[23]
- Jung je 2013. postala suosnivač i predsedavajuća u odboru kompanije Venly, masačusetske firme za distribuciju softvera i usluga, koja obučava ljude koji su nedavno završili fakultet i veterane koji su se vratili iz rata da lokalnim preduzećima u zajednici budu konsultanti za društvene mreže.[24]
- Jung je nominovana za člana nadzornog odbora kompanije Daimler AG u februaru 2013. godine u okviru plana kompanije da poveća vidljivost žena u biznisu.[25]
- U maju 2018. godine Jung se pridružila odboru američke kompanije Wayfair, koja se bavi trgovinom na internetu i prodajom industrijskih ormarića, nameštaja i opreme za domaćinstvo.[26]
- Jung se pridružila savetu Council on the Green Economy u Nju Džerziju u februaru 2021. godine.[27]
- Jung je postala deo odbora kompanije Apple 23. februara 2021. godine.[28]

## Privatni život
Jung se udavala dva puta. Njen drugi bivši muž, Majkl Guld, bio je generalni direktor kompanije Bloomingdale's, prve kompanije za koju je radila nakon fakulteta.
Jung ima dvoje dece. Ima usvojenog sina Džejmsa ,,Džejmija“ Gulda sa bivšim mužem Guldom. Takođe, ima ćerku Loren Kristensen iz prvog braka.